# ハロモン
ハロモン (halomon) はポリハロゲン化モノテルペンに分類される化合物で、紅藻の一種 Portieria hornemannii から最初に単離された。選択的な細胞毒性を持つことから抗腫瘍薬として期待され、研究が行われている。
有機ハロゲン化合物であるためアルキル化を起こすことができ、その作用によって細胞や生体に対して毒性を発揮する。天然でハロモンなどの化合物を産生する紅藻は、この毒性で捕食者である魚や海生生物から身を守っていると考えられている。ハロモンの毒性には選択性があり、アメリカ国立癌研究所での研究によれば、ある種の腫瘍細胞に対して他の細胞よりも強く毒性を示すとされている。
天然にハロモンを産生する藻類は分布域・種類の特定や採集が難しく、ハロモンを保有する濃度も低いので、前臨床試験などを行うための量を確保するのが困難である。そのため化学合成によりハロモンや類似の化合物を作り出すための研究が行われている。
ハロモンなどのハロゲン化モノテルペン類はDNAメチル化酵素を阻害するとされ、これが薬理の作用機序である可能性があると報告されている。